# تذهیب
تَذهیب یا زراندود یا طلاکاری یا دست‌نویس آراست‌ را می‌توان مجموعه‌ای از نقش‌های بدیع و زیبا دانست که نقاشان و مذهبان برای هرچه زیباتر کردن کتاب‌های مذهبی، قرآن، فرهنگی، تاریخی، دیوان اشعار، جُنگ‌های هنری و قطعه‌های زیبای خط به‌کار می‌برند. تذهیب به عنوان بیست‌وچهارمین عنصر میراث فرهنگی ناملموس ایران، در هجدهمین نشست کمیته بین‌الدولی پاسداری از میراث‌فرهنگی ناملموس یونسکو در کاسان، بوتسوانا ثبت شد؛ این ثبت با مشارکت کشورهای جمهوری آذربایجان، ازبکستان، تاجیکستان و ترکیه تهیه و تدوین شده است.

## تعریف
در فرهنگ‌های فارسی تعریف دقیقی از تذهیب وجود ندارد؛ تعریفی که ما را به اصل و منشأ این هنر رهنمون باشد. در برخی از کتاب‌های قدیمی و اغلب تذکره‌ها فقط نامی از نقاشان و مذهبان آمده است که این، برای دریافت معنای تذهیب کافی نیست.
لغت تذهیب واژه‌ای عربی است و مصدری از «ذهب» در باب تفعیل است. ذهب به معنای طلاست و تذهیب به معنای طلاکاری و زراندود کردن است از طرفی رنگ طلایی در هنر تذهیب به‌عنوان رنگ درخشانی است که ارزش ویژه‌ای دارد برای همین تذهیب را زر گرفتن و طلا کاری دانسته‌اند. اما اگر بخواهیم تعریفی اجمالی از تذهیب داشته باشیم باید بگوییم طراحی، رنگ آمیزی، طلا اندازی، پرداخت و قلم‌گیری‌های ظریف با قلم موهای موی طبیعی سمور و گربه مانند گراف انواع طرحها با نقوش گیاهی «اسلیمی و ختایی»، هندسی «انواع گره‌ها» و گاهی استفاده از نقوش انسانی و حیوانی را برای تزیین سطوح مختلف تذهیب می‌گویند. به هر حال تذهیب را می‌توان مجموعه‌ای از نقش‌های بدیع و زیبا دانست که نقاشان و مذهبان برای هرچه زیباتر کردن کتاب‌های مذهبی، علمی، فرهنگی، تاریخی، دیوان اشعار، جُنگ‌های هنری و قطعه‌های زیبای خط به کار می‌برند. استادان تذهیب این مجموعه‌های زیبا را در جای جای کتاب‌ها به کار می‌گیرند تا صفحه‌های زرین ادبیات جاودان و متون مذهبی سرزمین خود را زیبایی دیداری ببخشند. بدین ترتیب است که کناره‌ها و اطراف صفحه‌ها، با طرح‌هایی از شاخه‌ها و بندهای اسلیمی، ساقه، گل‌ها و برگ‌های ختایی، شاخه‌های اسلیمی و گل‌های ختایی یا بندهای اسلیمی و ختایی و… مزین می‌شوند.

## مکتب‌های تذهیب

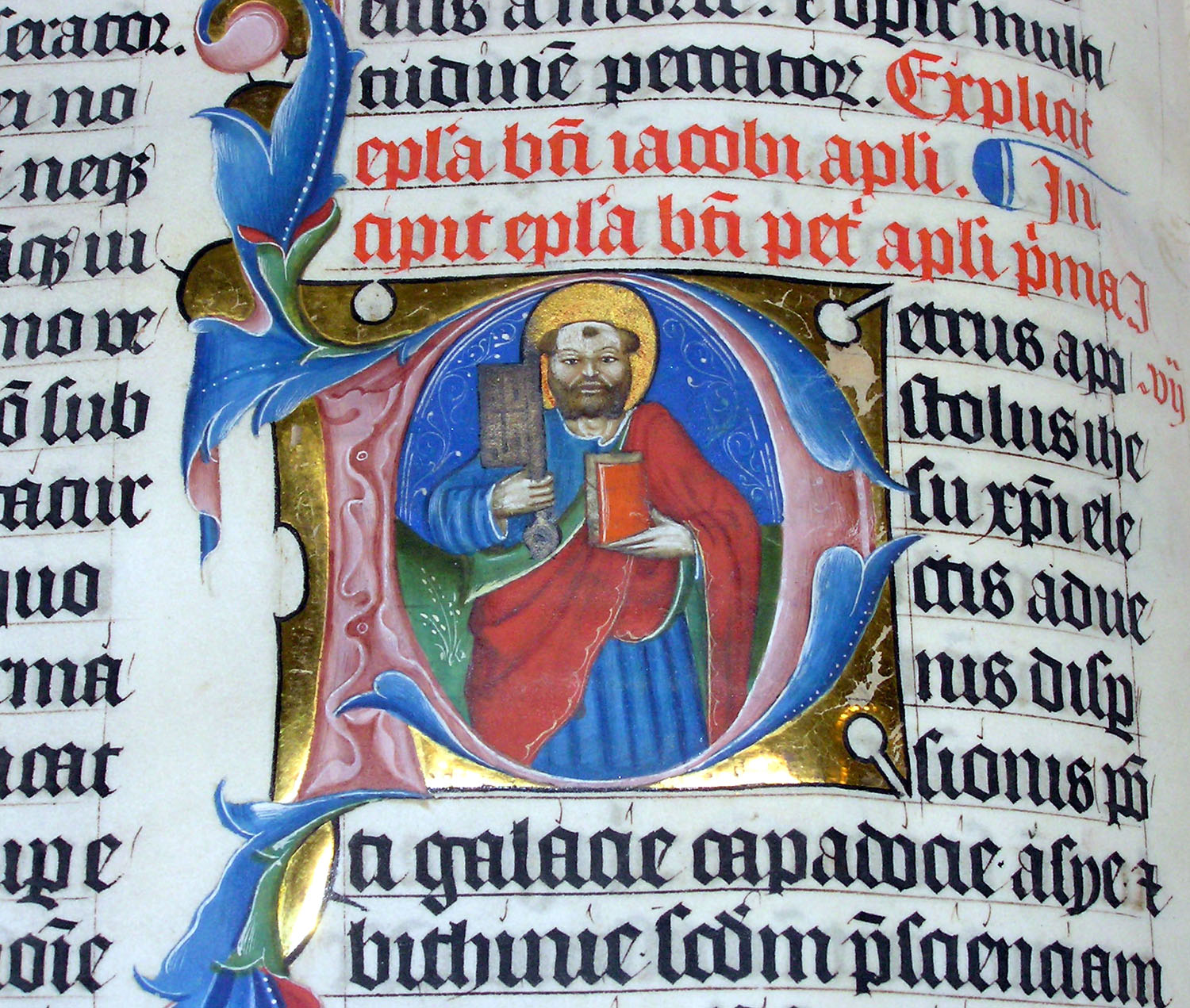
نمونه‌ای از تذهیب در یک کتاب لاتین مربوط به سال ۱۴۰۷ میلادی - اثر نگارگری بلژیکی

تذهیب، همچون نقاشی، دارای مکتب‌ها و دوره‌های خاصی است؛ چنان‌که می‌توان از مکاتب سلجوقی، بخارا، تیموری، صفوی و قاجار و شعب مختلف هر مکتب سخن گفت. برای مثال، در مکتب تیموری، شعبه‌های شیراز، تبریز، خراسان و… را می‌توان تمیز داد و در واقع، تفاوت در رنگ‌ها، روش قرار گرفتن نقش‌ها در یک صفحه تذهیب و تنظیم نقش‌ها در مکتب‌های مختلف، عامل این تفاوت است. برای نمونه، تذهیب در مکتب بخارا به آسانی از تذهیب در دیگر مکتب‌ها تشخیص داده می‌شود. چون، در مکتب بخارا از رنگ‌های زنگار، شنگرف، سرنج و سیاه استفاده می‌شده است، در صورتی که در مکتب‌های دیگر، رنگ‌ها به این ترتیب کاربرد نداشته است.
می‌توان گفت تذهیب‌های دوره‌های مختلف، بیان‌کننده حالات و روحیات آن دوره‌ها هستند: تذهیب سده چهارم ه‍.ق ساده و بی‌پیرایه، سده‌های پنجم و ششم ه‍.ق متین و منسجم، سده هشتم ه‍.ق پرشکوه و نیرومند و سده‌های نهم و دهم ه‍.ق ظریف و تجملی هستند.
بررسی آثار تذهیب شده دردوره‌های گذشته، بر تأثیر فراوان هنر تذهیب ایران در دیگر کشورها (هند، ترکیه عثمانی و کشورهای عربی) حکایت دارد. هنرمندانی که در اوایل دورهٔ صفوی از ایران به هند مهاجرت کردند، بنیان‌گذار مکتب نقاشی ایران و هند شدند و آثاری بزرگ از خود بر جا گذاردند. آثار به جا مانده از مکتب مغولی هند که در نوع خود بی‌مانند است، بر این واقعیت حکایت دارد که این مکتب تداوم مکتب نقاشی ایران و هند است.
در ترکیه عثمانی، هنرمندان مذهّب زیاد جلوه نکردند و اگر این هنر در آن سرزمین رشدی کرد، به خاطر هنرمندان ایرانی بود که با مهاجرت به ترکیه عثمانی، بنیان‌گذار مکتب هنری در آن دیار شدند. در کشورهای عربی نیز، به سبب بازگشت هنرمندان ایرانی از آن کشورها، هنر تذهیب اوجی نیافت.
در واقع، هنر تذهیب ایران در دنیا یگانه است. در اروپا، به نوعی از آذین و آرایش، تذهیب می‌گویند و تذهیب ایرانی را با آن مقایسه می‌کنند؛ اما تذهیب اروپایی با تذهیب به شیوه ایرانی، به‌طور کلی، فرق دارد. آذین‌های تذهیب اروپایی از ساقهٔ درختی مانند مو و برگ‌های رنگین تشکیل شده است و در کنار آنها، گاهی پرندگان، حیوانها، صورتهای گوناگون انسان و چشم‌اندازهای طبیعی را می‌توان دید.

## پیشینه
پیشینه آذین و تذهیب در هنر کتاب‌آرایی ایران، به دوره ساسانی می‌رسد. بعد از نفوذ اسلام در ایران، هنر تذهیب در اختیار حکومت‌های اسلامی و عرب قرار گرفت و «هنر اسلامی» نام یافت. اگر چه زمانی این هنر از بالندگی فرو ماند، اما مجدداً پویایی خود را به دست آورد. چنان‌که در دورهٔ سلجوقی مذهبان، آرایش قرآنها، ابزار و ادوات، ظرفها، بافته‌ها و بناها را پیشهٔ خود ساختند و چندی بعد، در دوره تیموری این هنر به اوج خود رسید و زیباترین آثار تذهیب شده به وجود آمد.
هنرمندان نقاش، صحافان و صنعتگران، به خواست سلاطین از سراسر ایران فراخوانده شدند و درکتابخانه‌های پایتخت به کار گمارده شدند. بدین ترتیب، آثار ارزشمند و با شکوهی پدید آمد. در دورهٔ صفوی، نقاشی، تذهیب و خط درخدمت هنر کتاب آرایی قرار گرفت و آثاری به وجود آمد که زینت بخش موزه‌های ایران و جهان است. اما، رنج هنرمندان بی ارج ماند و ارزش آنان در زمان زندگیشان شناخته نشد و هنر نقاشی به ویژه تذهیب، پس از دوره صفوی از رونق افتاد. اگر چه هجوم فرهنگ غرب به ایران، حرکت پیشرو این هنر را کند ساخت، ولی با زحمت هنرمندان متعهد و دوستداران هنر این مرز و بوم، شعلهٔ هنر تذهیب همچنان فروزان است.

## تذهیب ایرانی
شاید بتوان تاریخ آرایش و تذهیب قرآن را هم‌زمان با نوشتن آن دانست به این معنی که نخست به منظور تعیین سر سوره‌ها، آیه‌ها، جزوه‌ها و سجده‌ها آن را به نوعی تزئین می‌کردند. رفته رفته علاقه مفرط مسلمانان به قرآن و همچنین عشق به تجمل، هنرمندان را بر آن داشت تا در تذهیب آن دقت بیشتری به کار برند و در نتیجه این آثار از سادگی بیرون آمد و جنبه تزئینی به خود گرفت به خصوص قرآن‌هایی که برای امرا و بزرگان نوشته می‌شد. این امر خود یکی از علل توجه هنرمندان به تزیین بیشتر و موجب تکامل فن تذهیب شد.
به گزارش میراث خبر مهدی مکی نژاد، عضو گروه هنرهای سنتی فرهنگستان هنر دربارهٔ منشأ هنر تذهیب می‌گوید: «دقیقاً نمی‌توانیم بگوییم منشأ این هنر ایران است اما آنچه مسلم است این است که این هنر از دوران ساسانیان به صورت گچبریهای دیوار و حتی پیش از آن به صورت نقوش روی سفالینه وجود داشته است. که بعد از اسلام این نقوش و حجاری‌ها وارد کتاب‌ها می‌شود و بیشتر خودش را نشان می‌دهد.» از طرز تذهیب و آرایش قرآن‌هائی که قبل از قرن سوم هجری تدوین شده اطلاع چندانی در دست نیست. اصولاً دربارهٔ هنر نقاشی و مذهب کاری در قرون اولیه اسلام اطلاع زیادی در دست نیست. قرآن‌های نفیس غالباً به دستور پادشاهان و سرداران وقت تهیه می‌شد و هنرمندان سعی می‌کردند آن را به طرز بسیار عالی آرایش کنند.
قدیمی‌ترین قرآن‌های باقی‌مانده از قرون اولیه اسلام همگی به خط کوفی است، نقش و تزئین آن‌ها تقریباً یکنواخت بوده فقط در صفحه اول و گاهی دو صفحه آخر با نقوش هندسی آرایش می‌شدند. سر سوره‌ها نیز غالباً دارای نقوش تزئینی بوده و عموماً در سمت راست آن‌ها یک یا چند گل درشت و ترنج طرح می‌زدند. شروع سوره و اسم آن را هم به قلم زر می‌نوشته‌اند و نقطه‌های حروف را با رنگ قرمز و سبز یا زعفران و آب طلا مشخص می‌کردند. محل حزب و سایر علامات هم به همین شیوه مزین می‌شد. چون ایرانی‌های مانوی مذهب، کتاب دینی خود، ارژنگ را که به وسیله مانی منقوش و مزین دیده بودند بعد از ایمان آوردن به اسلام به تزئین قرآن رو آوردند. اما احتمالاً به دلیل اینکه اسلام شکل و تصویر را نهی کرده و مکروه دانسته هنر مندان برای ارضاء حس هنری خود به تزئین و تذهیب رو آوردند.
صفحات به‌دست آمده از کاوش‌های علمی تورفانی نشان می‌دهد که نقاشان و خطاطان آن زمان توانسته‌اند به نحو زیبائی خطوط را با نقوش ترکیب کنند. این سبک در دورا ن اسلامی متداول و معمول شد.
مکی نژاد دربارهٔ این هنر در دوران اسلامی می‌گوید «ریشه این هنر بر می‌گردد به دوران قبل از اسلامی، به‌خصوص از زمان هخامنشیان که روش ورقه کردن و حل کردن طلا را یادگرفتند. از همان زمان طلاکاری در آرایه‌های معماری بکار گرفته شد. در دوران ساسانی نیز طلا در آذین بندیها استفاده می‌شد اما نقطه عطفی که زیر بنای تذهیب قلمداد می‌شود، استفاده از آب طلا و حل کاری طلا به منظور زیباتر کردن نسخ خطی روی کاغذ و پوست توسط مانویان بود که توسط مانی گسترش پیدا کرد. این روشهای کاغذآرایی به دوران اسلامی منتقل گردید و این هنر در ایران تکامل پیدا کرد ونظم هندسی خاصی به خود گرفت. تنها در ایران است که تذهیب به این شکل، با این نظم و با این هندسه دیده شده است. کارهای مشابهی که عرب‌ها یا چینیان انجام داده‌اند در مقابل آثار ایرانی بسیار ضعیف جلوه می‌کند. پراکندگی رنگ‌ها و نقوش هندسی اقوام دیگر هنوز هم به پختگی کامل نرسیده است. تذهیب ایرانی واقعاً بی‌نظیر است.» در قرون اولیه دوران اسلامی به همان اندازه که به خوشنویسی توجه می‌شد فن آرایش و تذهیب نیز مورد علاقه بزرگان و امیران بود تا جایی که در نقاط مختلف ایران به خصوص خراسان، مراکزی جهت تعلیم و پرورش علاقه‌مندان در این فن به وجود آمد و رفته رفته فن تذهیب راه کمال را طی کرد. درقرون اولیه دوران اسلامی، خود خطاطان کار تذهیب را به عهده داشته‌اند ولی به تدریج تقسیم کار بین هنرمندان متداول و مرسوم شد. به احتمال قوی اول خطاط و خوشنویس کار خود را انجام می‌داد، یعنی نسخه کتاب یا قرآن را می‌نوشته و در ضمن کتابت آن مقداری فضا برای کشیدن صور یا مذهّب کاری در صفحات خالی می‌گذاشتند، طوری‌که بعضی از این کتاب‌ها که هم‌اکنون در دست است نشان می‌دهد که قسمتی از کار تذهیب ناتمام مانده است.
از قرن ششم به بعد تزئین و تذهیب قرآن‌ها با روشی که در دوره‌های قبل به کار برده می‌شد فاصله گرفت. تزئینات از سادگی خارج شد و نقوش هندسی جای خود را به طرح‌های شاخ و برگ دار داده‌اند این گلبرگ‌های به هم پیچیده انسان را به یاد نقوش سلجوقی که بر روی مساجد این دوره در اصفهان و قزوین و اردستان بنا شده‌اند می‌اندازد. از روزگار سلجوقی شماری قرآن‌های مذهّب باقی‌مانده که شاید یکی از بهترین و نفیس‌ترین انواع آن قرآنی است با تفسیر مجلد که در سال ۵۸۴ فراهم شد است. این قرآن برای مطالعه امیر غیاث الدین ابوالفتح محمد بن سام تهیه و کاتب آن محمد بن عیسی بن علی نیشابوری است ولی متأسفانه از نام مذهب آن ذکری به میان نیامده و احتمال فراهم آوردن آن در خراسان از توسط امیر غوریان وجود دارد که قرآن به نام او مصور است. در اواخر قرن هفتم و اوائل سده هشتم هجری شهر تبریز یکی از مراکز مهم برای تشویق و پرورش هنر مندان به‌شمار می‌رفت و این امر موجبات توسعه و تکامل فن نقاشی و تذهیب را فراهم ساخت، به خصوص در اوائل قرن هشتم به همت و سعی خواجه رشید الدین که بانی ربع رشیدی در نزدیکی شهر تبریز است توجه بیشتری برای کتابت قرآن و کتاب و آرایش و تذهیب آن‌ها شد و در نتیجه مکتب جدیدی که به مکتب تبریز معروف است، به وجود آمد که درهنر نقاشی و فن تذهیب دوره‌های بعد تأثیر زیادی داشته است.
از تغییراتی که در طرز تذهیب و آرایش قرآن و کتاب در این دوره به وجود آمد، استفاده از اشکال هشت گوش و ستاره دوازده پر به صورت مرکب یا مجزا از هم بر سر لوح‌ها و نیز ستاره‌های آبی رنگ و گل‌های پرپر کوچک برای تزئین است. سر سوره‌ها نسبتاً پهن و با خط کوفی روی زمینه لاجوردی با شاخ و برگ درشت نقش شده است. در حواشی قرآن نیز گاهی نقش تزئینی از طرح‌های اسلیمی دیده می‌شود که از حیث رنگ آمیزی بسیار جالب است. علاوه بر رنگ طلا از الوان دیگر چون آبی، قرمز، سبز و پرتقالی نیز استفاده می‌شده، روی هم رفته در این دوره صنعت تذهیب به اوج کمال و ترقی خود رسیده است.
دوره تیموری از دوره‌های بسیار مهم و پررونق و اعلای هنر مذهّب کاری است. سلاطین تیموری همه مشوق هنر کتاب‌نویسی بوده‌اند که بزرگ‌ترین و مهم‌ترین آن‌ها «بایسنقر میرزا» پسر شاهرخ بوده است. این شاهزاده علاوه بر اینکه خود بشخصه مردی هنرمند و بهره‌مند از فنون کتابت و خط و تذهیب و نقاشی بود، جمع کثیری از هنرمندان که از سراسر امپراتوری تیموری گرد آورده‌اند که در دربار و دارالعلم و کتابخانه‌ای که در هرات بنیاد نهاده بود می‌زیستند. در این شهر کاغذ ساز، خطاط، تذهیب کار، صحاف، رنگ ساب، نقاش و امثال این قبیل هنرمندان از اهمیت بالایی برخوردار بودند. کتب این شهر از نفیس‌ترین و زیباترین کتاب هائی است که تاکنون تهیه شده.
در این زمان هنرمندان توجه زیادی به ترسیم اشکال، نباتات، گل‌ها، مناظر طبیعی و گاهی اشکال پرندگان کرده‌اند. قرآن‌های این دوره مخصوصاً آن‌ها که برای شاهرخ و بایسنقر میرزا فراهم شده در زمره زیباترین تذهیب کاری هاست. طلا و لاجورد یکی از عوامل اصلی کار آن‌ها بوده و در همه حال برای آرایش و تذهیب کتاب و قرآن از آن‌ها استفاده می‌شده است. صنعت تذهیب که در دوره تیموری راه کمال پیمود در زمان صفویه نیز ادامه پیدا کرد. در این زمان زمینه‌ها معمولاً آبی رنگ است و تقسیم‌ها کوچکتر و به رنگ طلایی و سیاه دیده می‌شود. طرح‌های تزئینی نیز به رنگ سفید، زرد، سرخ، آبی و سبز است. تذهیب کاری و نقاشی با طلا در دوره صفویه ترقی کرد. بسیاری از نسخ باقی‌مانده از این زمان حاشیه بزرگی دارد که مناظر طبیعی، اشکال انسان و حیوان بر آن نقاشی شده و رنگ طلایی، سبز و زرد در آن‌ها به کار رفته است. اما امروز تذهیب چه وضعیتی دارد؟ مهدی مکی نژاد، عضو گروه هنرهای سنتی فرهنگستان هنر دربارهٔ هنر تذهیب در دوران معاصر به میراث خبر گفت: «در دوران معاصر ما با دو نوع تذهیب روبرو می‌شویم، اول تذهیب‌هایی که هنرمندان آن پایبند به اصول سنتی این هنر هستند. آثار این گروه از نظر فرم و شکل متنوع تر از گذشته شده است اما آن ساختارشکنی صورت نگرفته است. در واقع موتیف‌ها، المان‌ها، نقوش پرندگان، گل‌ها و گیاهان همان هاست اما طرح‌ها و تا حد زیادی رنگ‌ها عوض شده‌اند. اما در دسته دوم نگاه متفاوتی وجود دارد که می‌تواند نوید بخش تحولاتی در آینده باشد.»
مکی نژاد معتقد است: «اتفاقی که در نگارگری ایرانی افتاد حالا دارد در تذهیب می‌افتد. استادانی چون فرشچیان نگاه سنتی به نگارگری دارند اما نگارگرانی مثل اردشیرمجردتاکستانی و مجید مهرگان نگاه متفاوتی دارند و بیان قلم آن‌ها ضمن حفظ اصالت و به مضامین اسطوره‌ای جدید و امروزی نگاه می‌کنند. شاید این حرکت‌ها هنوز به صورت انفرادی باشد اما امیدواریم میان هنر جویان این رشته جایگاه این هنر محکم شود و سبک تازه‌ای در آن ابداع شود.»